# Langsur
Langsur is een plaats in de Duitse deelstaat Rijnland-Palts, en maakt deel uit van de Landkreis Trier-Saarburg.
Langsur telt 1.759 inwoners en ligt aan de oostoever van de rivier de Sûre.

## Bestuur
De plaats is een Ortsgemeinde en maakt deel uit van de Verbandsgemeinde Trier-Land.

## Plaatsen in de gemeente Langsur
- Grewenich
- Langsur
- Mesenich
- Metzdorf
- Wasserbilligerbrück